# Lijst van ziekenhuizen in Noorwegen
Dit is een lijst van ziekenhuizen in Noorwegen.
Deze tabel bevat ziekenhuizen met een eigen kraamafdeling en afdeling spoedeisende hulp, kleinere ziekenhuizen zonder lokale ziekenhuis functie zijn niet vermeld.
| ziekenhuis                       | gemeente     |
| -------------------------------- | ------------ |
| Academisch ziekenhuis Oslo       | Oslo         |
| Academisch ziekenhuis Akershus   | Lørenskog    |
| Academisch ziekenhuis Haukeland  | Bergen       |
| Academisch ziekenhuis Stavanger  | Stavanger    |
| St. Olavs hospital               | Trondheim    |
| Ziekenhuis Østfold               | Sarpsborg    |
| Ziekenhuis i Vestfold            | Tønsberg     |
| Ziekenhuis Telemark              | Skien        |
| Ziekenhuis Bærum                 | Bærum        |
| Ziekenhuis Drammen               | Drammen      |
| Ziekenhuis Sørlandet             | Kristiansand |
| Academisch ziekenhuis Nord-Norge | Tromsø       |
| Ziekenhuis Haugesund             | Haugesund    |
| Ziekenhuis Førde                 | Førde        |
| Ziekenhuis Innlandet             | Gjøvik       |
| Ziekenhuis Ålesund               | Ålesund      |
| Ziekenhuis Sørlandets            | Arendal      |
| Ziekenhuis Levanger              | Levanger     |
| Ziekenhuis Innlandet             | Hamar        |
| Ziekenhuis Ringerike             | Ringerike    |
| Ziekenhuis Nordland              | Bodø         |
| Ziekenhuis Innlandet             | Kongsvinger  |
| Ziekenhuis Innlandet             | Lillehammer  |
| Ziekenhuis Kristiansund          | Kristiansund |
| Ziekenhuis Molde                 | Molde        |
| Ziekenhuis Nordland Vesterålen   | Hadsel       |
| Ziekenhuis Innlandet             | Elverum      |
| Ziekenhuis Stord                 | Stord        |
| Ziekenhuis Volda                 | Volda        |
| Ziekenhuis Namsos                | Namsos       |
| Ziekenhuis Finnmark              | Hammerfest   |
| Ziekenhuis Helgeland             | Alstahaug    |
| Ziekenhuis Kongsberg             | Kongsberg    |
| Ziekenhuis Sørlandet             | Flekkefjord  |
| Ziekenhuis Harstad               | Harstad      |
| Ziekenhuis Helgeland             | Rana         |
| Ziekenhuis Narvik                | Narvik       |
| Ziekenhuis Finnmark              | Sør-Varanger |
| Ziekenhuis Voss                  | Voss         |

Dit artikel of een eerdere versie ervan is een (gedeeltelijke) vertaling van het artikel Liste over norske sykehus op de Noorstalige Wikipedia, dat onder de licentie Creative Commons Naamsvermelding/Gelijk delen valt. Zie de bewerkingsgeschiedenis aldaar.